# Rafi’s Revenge
Rafi’s Revenge — альбом британской группы Asian Dub Foundation, вышедший в 1998 году. Часть треков альбома — переиздание с предыдущего альбома R.A.F.I., выпущенного только во Франции.

## Об альбоме
Саунд альбома — смешение джангла, драм-н-бейса, даб-музыки, хип-хоп и брейкбит ритмов.
Большинство текстов композиций альбома политизированы и рассказывают о проблемах современного общества — расизме, социальном неравенстве и несправедливости (например композиция «Free Satpal Ram»).
Так же в альбоме затрагивается история Индии — в композиции «Naxalite» рассказывается о крестьянском восстании 60-х годов в Западном Бенгале (West Bengal), в провинции Наксалит (Naxalite).
Rafi’s Revenge вошёл в шорт-лист Mercury Music Prize 1998 года.

## Список композиций
1. «Naxalite»
2. «Buzzin»
3. «Black White»
4. «Assassin»
5. «Hypocrite»
6. «Charge»
7. «Free Satpal Ram»
8. «Dub Mentality»
9. «Culture Move»
10. «Operation Eagle Lie»
11. «Change»
12. «Tribute to John Stevens»
13. « R.A.F.I.» (Japanese Bonus Track)
14. «Digital Underclass» (Japanese Bonus Track)

## Участники записи
- Дидир Заман (Deeder Saidullah Zaman, «Master D») — вокал, программинг
- Стив Савал (Steve Chandra Savale, «Chandrasonic») — вокал, гитары, программинг, тсура
- Джон Пандит (John Ashok Pandit, «Pandit G») — вокал, вертушки, семплы
- Санжай Тейлор (Sanjay Gulabhai Tailor, «Sun J») — синтезатор, эффекты
- Анирудха Дас (Aniruddha Das, «Dr. Das») — вокал, бас